# Jane Hyde, Condessa de Clarendon e Rochester
Jane Hyde (nascida Jane Leveson-Gower; 1669 — 24 de maio de 1725) foi uma nobre britânica. Ela foi condessa de Clarendon e Rochester pelo seu casamento com Henry Hyde, 4.° Conde de Clarendon e 2.° de Rochester.

## Família
Jane foi a filha primogênita de Sir William Leveson-Gower, 4.° Baronete Gower e de Jane Granville. Os seus avós paternos eram Sir Thomas Gower, 2.° Baronete Gower e Frances Leveson. Os seus avós maternos eram John Granville, 1.° Conde de Bath e Jane Wyche.
Ela teve quatro irmãos: Catherine, esposa de Sir Edward Wyndham, 2.° Baronete Wyndham; John, 1.° Barão Gower de Sittenham, marido de Catherine Manners; Richard, e William.

## Biografia

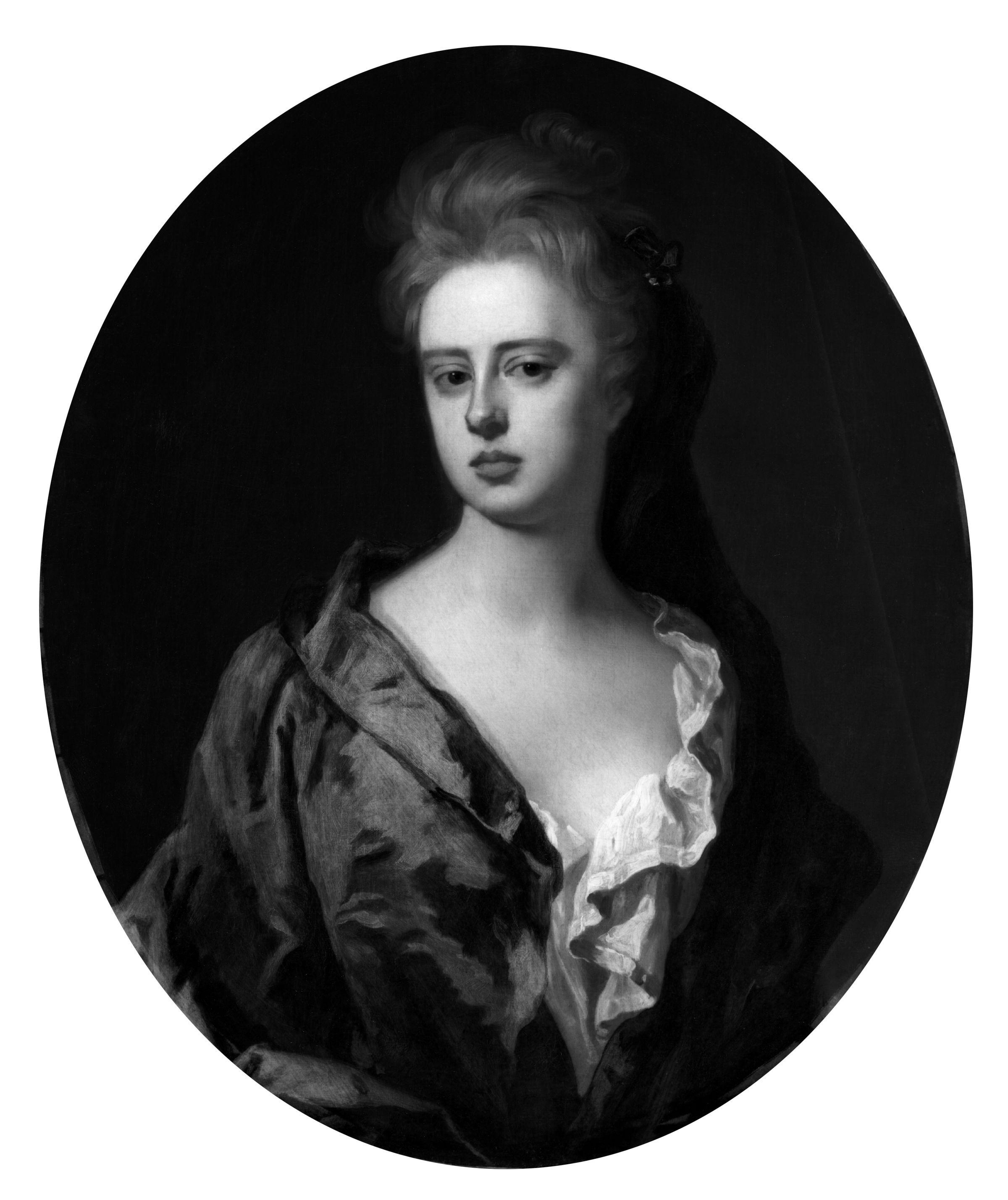
Retrato de Jane por Michael Dahl, c. 1690. Atualmente está na National Portrait Gallery.

Na data de 2 ou 8 de março de 1692, Jane casou-se com Henry Hyde, um membro do Parlamento e futuro conde de Clarendon e Rochester, filho de Laurence Hyde, 1.° Conde de Rochester e de Henrietta Boyle.
O casal teve oito filhos, cinco meninas e três meninos.
A condessa Jane teve sua beleza celebrada por vários poetas da época. O poeta George Granville escreveu versos sobre a condessa. Jonathan Swift a chama de "minha senhora" em uma carta para o poeta John Gay, além de deusa. Por sua vez, Alexander Pope, a elogiou com o fim de causar ciúmes em sua amiga, Martha Blount.
A condessa faleceu no dia 24 de maio de 1725, após 33 anos de união conjugal. A nobre foi enterrada, em 1 de junho, no Ambulatório Norte da Abadia de Westminster, em Londres.
O seu viúvo não casou-se novamente, e faleceu muito anos depois, em 10 de dezembro de 1753.

## Descendência
- Henrietta Hyde (enterrada 5 de julho de 1710);
- Edward Hyde (enterrdo 17 novembro de 1702);
- Laurence Hyde (n. 6 outubro de 1703);
- Ann Hyde (enterrada 2 novembro de 1709);
- Jane Hyde (1694 - janeiro de 1723/24), foi a primeira esposa de William Capell, 3.° Conde de Essex, com quem teve quatro filhos;
- Catherine Hyde (1701 – 17 de junho de 1777), foi a esposa de Charles Douglas, 3.° Duque de Queensberry, com quem teve dois filhos;
- Charlotte Hyde (c. 1707 – 17 de março de 1740);
- Henry Hyde, Visconde Cornsbury (28 de novembro 1710 – 26 de abril de 1753), foi marido de Frances Lee, mas não teve filhos. Foi enterrado na Abadia de Westminster.